# ラセミ体

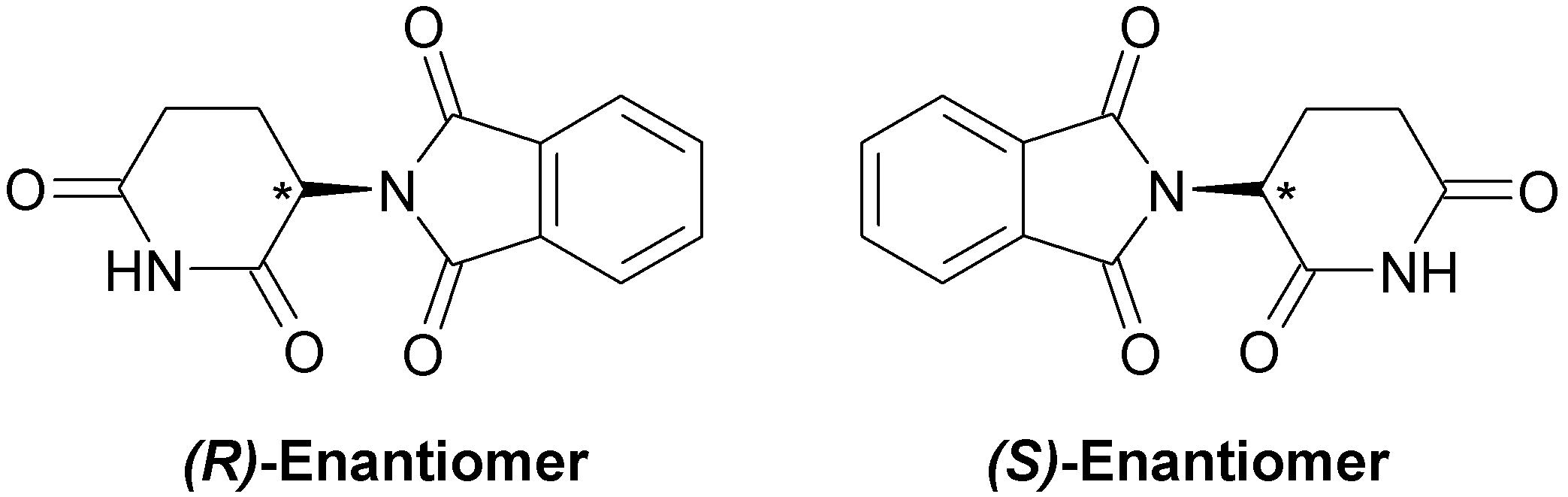
サリドマイドのR体とS体

ラセミ体（ラセミたい、英: racemate）とは、立体化学の用語で、キラル化合物の2種類の鏡像異性体（エナンチオマー）が等量存在することにより旋光性を示さなくなった状態の化合物のこと。日本語の「ラセミ体」は、ラセミ混合物（racemic mixture）を表す場合と、ラセミ化合物（racemic compound）を表す場合とがある。

## 概要
キラル化合物の2つのエナンチオマーをそれぞれR体およびS体とすると、ラセミ混合物とはR体とS体とを等モル量混合したもののことであり、ラセミ化合物とはR体とS体の分子が、分子間力や水素結合などの分子間相互作用により 1:1、あるいは n:n の数比でつくった会合体のことである。ラセミ体では各分子の旋光性が互いに打ち消し合い、観測されなくなる。
エナンチオマーの旋光度が小さすぎて観測できなければ旋光度測定によるラセミ体の判定はできないが、その場合でもR体とS体を混合すれば融点の変化は観測できる。旋光分散（ORD）、円二色性（CD）の測定により光学活性が明らかになることもある。
ラセミ混合物を結晶化すると、R体またはS体のみの結晶よりも、両者が1:1で対を形成したラセミ結晶が析出しやすい。これは、R体とS体が相補的に充填されるため、より高密度で安定な結晶となるためであり、この現象はオットー・ヴァラッハにちなみヴァラッハ則（Wallach's rule）と呼ばれる。

## ラセミ化
ラセミ化 (racemization) とは、何らかの化学反応により、キラル化合物の鏡像体過剰率が低下してラセミ体に近づく、あるいは最終的にラセミ体になる現象のことである。
たとえばα-アミノ酸を強塩基下におくと、カルボニル炭素のα位のプロトンが引き抜かれた共役塩基、さらにアミノ酸のもう一方のエナンチオマーとの間に酸塩基反応による平衡が起こる。ラセミ化が進行している間の過渡的状態をさして部分ラセミ化と呼ぶことがある。その平衡反応の順・逆反応速度については、エナンチオマーは光学活性以外の物理的性質は等しいために、最終的な平衡状態においては異性体比は 1:1 の等量混合物となる。その結果、α-アミノ酸の鏡像体過剰率は最終的にゼロ、すなわちラセミ体となる。
反応によるラセミ化以外にも、アトロプ異性体やヘリセンなどのような立体障害によるキラル化合物は、加熱することで分子運動が活発になりラセミ化することがある。
原義では光学活性体が失活することをラセミ化、そしてその結果をラセミ体と呼んでいたが、派生的に結果としてラセミ混合物を与えるプロセスをラセミ化と言い表す場合もある。すなわち、不斉点が存在しないアキラルな出発物質から、キラル中心を持つ成績体が得られる反応においては、周りから立体選択的な反応条件を設定しない限りはラセミ体が生成する。言い換えると、アキラルな化合物を原料とした、アキラルな条件で行った反応では、2通りのエナンチオマーが生成する可能性があっても得られるのはラセミ体である。もしも生成物が鏡像体過剰である場合は、外部から何らかの不斉源が関与していることになる。それは多くの場合は不斉触媒だが、円偏光を不斉源とする反応もいくつか知られる。生体反応においては酵素たんぱく質の立体構造が不斉源となり立体選択的な反応が進行している（ホモキラリティー）。